# 더 타임 호텔
《더 타임 호텔》는 대한민국의 TVING 오리지널 예능 프로그램이다.

## 기획 의도
돈 대신 시간으로 모든 것을 살 수 있고, 시간을 다 쓰는 순간 체크아웃되는 '타임 호텔'에서 10명의 투숙객이 최후의 1인으로 살아남기 위해 펼치는 신개념 호텔 생존 서바이벌 프로그램이다.

## 등급
15세 이상 관람가이며, 약물로 판정되었다.

## 스트리밍 일정
| 스트리밍 | 기간                              | 업로드 본방송 시간   | 비고   |
| -------- | --------------------------------- | -------------------- | ------ |
| TVING    | 2023년 4월 12일 ~ 2023년 5월 17일 | 매주 수요일 오후 4시 | 10부작 |

## 참가자
- 홍진호
- 황제성
- 존박
- 모니카
- 래원
- 주언규
- 신지연
- 김남희
- 김현규
- 클로이

## 타임 호텔
- 호텔마스터 - 시계토끼: (CV. 김하루)
- 지배인: 이형구
- 부지배인: 양준석, 문지홍
- 매니저: 이아영, 박인영

## 에피소드 목록
| 회차 | 방송 일시       | 부제 & 카이로스 게임                          | 러닝 타임 | 비고 |
| ---- | --------------- | --------------------------------------------- | --------- | ---- |
| 1화  | 2023년 4월 12일 | DAY 1: 2대2 가위바위보                        | 99분      |      |
| 2화  | 2023년 4월 12일 | DAY 2: 코인 시세 조작                         | 118분     |      |
| 3화  | 2023년 4월 12일 | DAY 3: 타임 이즈 골드                         | 118분     |      |
| 4화  | 2023년 4월 12일 | DAY 4: 전승 가위바위보                        | 115분     |      |
| 5화  | 2023년 4월 19일 | DAY 5: 마약왕 게임                            | 121분     |      |
| 6화  | 2023년 4월 19일 | DAY 6 : 무제한 보석 경매                      | 122분     |      |
| 7화  | 2023년 4월 26일 | DAY 7 : 온 앤 오프                            | 105분     |      |
| 8화  | 2023년 5월 3일  | DAY 7 : 타임 이즈 골드 Ⅱ                      | 81분      |      |
| 9화  | 2023년 5월 10일 | DAY 8(파이널) : 카르마 나인, 금·은·동 게임    | 85분      |      |
| 10화 | 2023년 5월 17일 | DAY 8(파이널) : 블라인드 수식, 사칙 연산 로또 | 65분      |      |

※ 일부 상황에 따라 바뀔 수 있다.

## 탈락자(체크아웃)
- 1일차: 모니카
- 2일차: 김남희
- 3일차: 래원
- 4일차: 신지연
- 5일차: 신지연
- 6일차: 주언규
- 7일차(1단계): 클로이
- 7일차(2단계): 김현규
- 8일차: 황제성

## 우승자
- 존박

## 준우승자
- 홍진호

## 참고 사항
- 3월 8일 첫 방송 예정이었으나 주요 출연자 중 한 명인 유튜버 주언규의 표절 논란으로 인해 첫 방송이 4월로 연기되었다.